# Anthony Kennedy (Jurist)

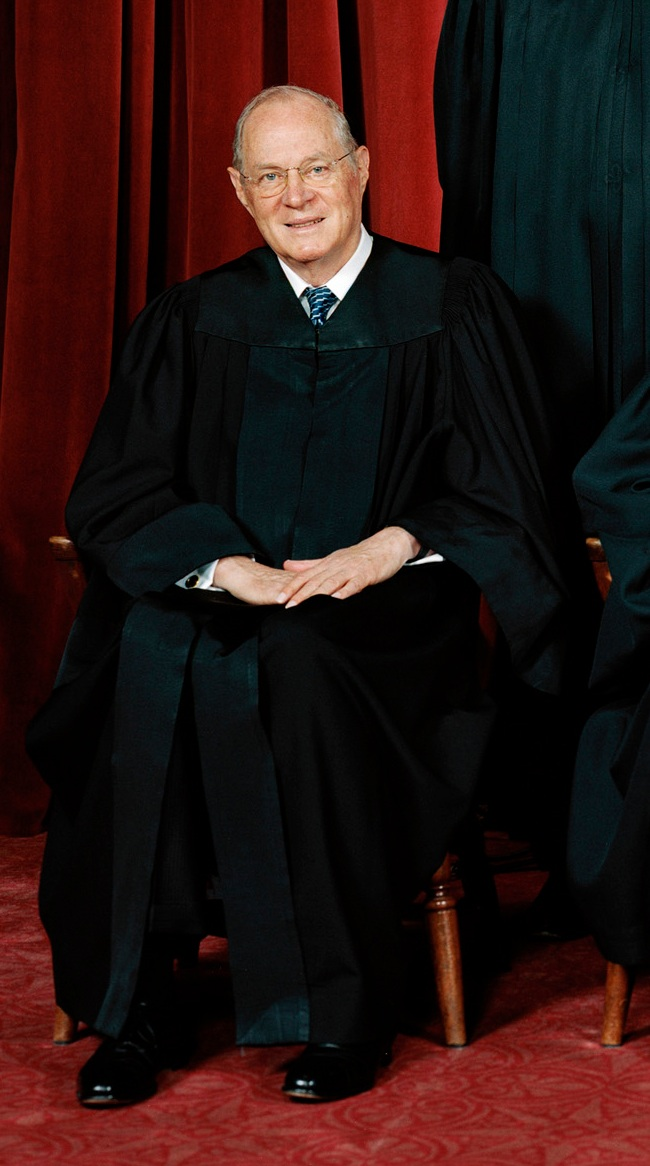
Anthony Kennedy

Anthony McLeod Kennedy (* 23. Juli 1936 in Sacramento, Kalifornien) ist ein US-amerikanischer Jurist. Er war vom 18. Februar 1988 bis zum 31. Juli 2018 Richter am Obersten Gerichtshof der Vereinigten Staaten. 
Hinsichtlich seiner juristischen Ansichten gilt er als moderat, bezüglich der Basis für seine Entscheidungen lässt er sich keiner bestimmten Rechtsphilosophie zuordnen.

## Leben

### Ausbildung und Familie
Kennedy wurde am 23. Juli 1936 als zweites von drei Kindern seiner Eltern in der kalifornischen Hauptstadt Sacramento geboren. Sein Vater war ebenfalls als Anwalt tätig, seine Mutter widmete sich gesellschaftlichen und gemeinnützigen Aktivitäten. Er wurde römisch-katholisch erzogen und ist seit dem 29. Juni 1963 verheiratet mit Mary David, die als Lehrerin und Bibliothekarin tätig war. Zusammen haben sie drei Kinder. Sein Sohn Gregory hat als Absolvent der Juristischen Fakultät der Stanford University ebenfalls die Anwaltslaufbahn eingeschlagen. Sein anderer Sohn Justin Kennedy war für die Deutsche Bank tätig.
Trotz Namensgleichheit bestehen keine verwandtschaftlichen Beziehungen zu der Familie Kennedy, aus der viele bekannte amerikanische Politiker hervorgingen. Zu seinen bevorzugten Freizeitaktivitäten zählen Tennis, Golf, Schwimmen, Joggen und Radfahren.
Kennedy studierte von 1954 bis 1957 Politikwissenschaften an der Stanford University, besuchte von 1957 bis 1958 die London School of Economics and Political Science und schloss das Studium 1958 mit einem B.A. der Stanford University ab. An der Harvard Law School studierte er anschließend Rechtswissenschaften mit dem Abschluss LL.B. Im Jahr 1962 erhielt er in Kalifornien seine Anwaltszulassung und arbeitete anschließend bis 1963 in San Francisco als Associate in der Kanzlei Thelen, Marrin, John & Bridges. Nach dem Tod seines Vaters kehrte er 1963 nach Sacramento zurück, um dessen Kanzlei zu übernehmen. Er arbeitete hier als Anwalt in privater Praxis, bis 1967 als alleiniger Inhaber der Kanzlei und von 1967 bis 1975 in Partnerschaft unter der Bezeichnung Evans, Jackson & Kennedy. 
Im Jahr 1975 wurde er von Präsident Gerald Ford als Nachfolger von Charles Merton Merrill zum damals jüngsten Bundesrichter an das Bundesberufungsgericht für den neunten Gerichtskreis nominiert. Er trat das Amt am 30. Mai 1975 an, nachdem er im April 1975 von Senat bestätigt worden war. In den folgenden Jahren nahm er innerhalb des Gerichts eine Führungsrolle unter den konservativen Richtern ein, die an diesem Gericht zu dieser Zeit in der Minderheit waren.
Von 1965 bis 1988 war er neben seiner Tätigkeit als Anwalt und Richter auch Professor für Verfassungsrecht an der McGeorge School of Law der University of the Pacific. Er lehrt seit einigen Jahren jeweils im Sommer an der Universität Salzburg in den Bereichen Amerikanisches und Internationales Recht.

### Richter am Obersten Gerichtshof

Kennedy trifft sich mit US-Präsident Reagan im Oval Office, 11. November 1987

1987 trat Lewis F. Powell von seinem Richteramt am Obersten Gerichtshof der Vereinigten Staaten zurück. Kennedy befand sich in der engeren Auswahl auf der Liste möglicher Nachfolger. US-Präsident Ronald Reagan schlug zunächst jedoch Robert Bork vor. Dieser wurde aber von der Mehrheit der demokratischen Senatoren als zu konservativ angesehen, seine Nominierung scheiterte aus diesem Grund nach einer der umstrittensten Anhörungen der US-Rechtsgeschichte. Reagan nominierte daraufhin Douglas H. Ginsburg, der jedoch nur neun Tage später nach Vorwürfen früheren Marihuana-Konsums von der Nominierung zurücktrat. Im dritten Anlauf nominierte Reagan dann am 30. November 1987 Kennedy, der am 3. Februar 1988 mit 97:0 Stimmen vom Senat bestätigt wurde. Er trat sein Amt am 18. Februar 1988 an.
Kennedy gehört damit zu den wenigen Richtern in der Geschichte des Gerichts, die aufgrund einer dritten Nominierung nach zwei gescheiterten Kandidaten ins Amt gelangten. Mit seinem eindeutigen Wahlergebnis bestätigte er dabei die Erfahrung, dass solche Kandidaten meist als moderat angesehen werden, so dass ihre Wahl in der Regel mit breitem Konsens erfolgt. Neben seiner eigentlichen Arbeit als Richter interessiert er sich auch für die Geschichte des Obersten Gerichtshofes.
Nachdem der Republikaner Donald Trump im Januar 2017 US-Präsident geworden war, damit über das Vorschlagsrecht für Nominierungen verfügte und den konservativen Richter Neil Gorsuch als Nachfolger Antonin Scalias durchsetzte, wuchs der politische Druck auf Kennedy, während der Amtszeit Trumps seinen Rücktritt zu erklären und damit den Weg für einen konservativen Nachfolger freizumachen. Im Juli 2017 wurde berichtet, dass Kennedy – entgegen seiner Gewohnheit – für die im Oktober 2018 beginnende Periode des Supreme Court noch keine Mitarbeiter angestellt hat, was als mögliches Zeichen seines bevorstehenden Rückzugs gedeutet wurde, womöglich bereits vor den Halbzeitwahlen 2018. Im Januar 2018 gab es zwar Berichte über Neueinstellungen. Am 27. Juni 2018 kündigte Kennedy dann aber doch an, zum 31. Juli in den Ruhestand zu gehen. Sein Nachfolger wurde sein ehemaliger Referendar Brett Kavanaugh.

## Juristische Positionen
Obwohl Anthony Kennedy durch einen republikanischen und ausgesprochen konservativen Präsidenten nominiert wurde, gelten seine Entscheidungen hinsichtlich ihrer ideologischen Ausrichtungen als gemischt. Er stimmte in einigen wichtigen Entscheidungen mit dem konservativen Flügel des Gerichts, so beispielsweise in Stenberg v. Carhart, McConnell v. FEC, Grutter v. Bollinger und in der umstrittenen Entscheidung Bush v. Gore, welche die Präsidentschaftswahlen im Jahr 2000 zugunsten von George W. Bush entschied. Auf der anderen Seite stimmte er in Fällen wie Romer v. Evans, Lawrence v. Texas, Ashcroft v. ACLU, Roper v. Simmons, Gonzales v. Raich, Kelo v. New London und Gonzales v. Oregon mit den liberalen Richtern des Gerichtshofes.
Seine Entscheidungen sind oft durch wortreiche Ausführungen und ungewöhnliche philosophische Ansätze gekennzeichnet. Er gilt unter Experten für Verfassungsrecht als schwer vorhersehbar, da er sich nicht an konventionelle Methoden zur Ausarbeitung und Begründung seiner Entscheidungen hält. So wurde er teilweise heftig kritisiert für die Einbeziehung europäischer Rechtsansätze in seine Entscheidungsfindung bei zwei kontroversen Fällen aus den Jahren 2003 und 2005. Kennedys Positionen hinsichtlich verschiedener Themen sind im Allgemeinen konsistent. Seine Entscheidungen sind eher pragmatischer und praktischer Natur und strikt an den Fakten des jeweiligen Falls orientiert. Allgemeine Aussagen zu ideologischen, politischen oder rechtstheoretischen Grundsatzfragen hat er nach Möglichkeit vermieden. Zusammen mit Sandra Day O’Connor galt er bis zu deren Rücktritt im Jahr 2006 als swing voter, also die entscheidende Stimme, in vielen 5-zu-4-Entscheidungen des Obersten Gerichtshofes unter der Führung von William H. Rehnquist, Vorsitzender Richter bis zu seinem Tod am 3. September 2005. Rehnquist hatte Kennedy oft damit betraut, in strittigen Fällen eine vermittelnde Rolle zwischen dem konservativen und dem liberalen Block des Gerichts zu übernehmen, wofür er bei einigen Kommentatoren den Spitznamen „Rehnquist's lieutenant“ bekam.
Er unterstützt prinzipiell eine breite Auslegung des 14. Verfassungszusatzes und damit ein verfassungsmäßig verbrieftes Recht auf Abtreibung (siehe Planned Parenthood v. Casey, 1992), hat jedoch mehrfach auch für Einschränkungen dieses Rechts gestimmt (zum Beispiel in Stenberg v. Carhart, 2000). Wegen seiner Meinung in einigen Fällen aus den Bereichen Strafverfolgung und Polizeibefugnisse ist er gelegentlich als Vertreter einer Null-Toleranz-Praxis (tough on crime) gesehen worden. Seine Ansichten zur Redefreiheit und dem damit im Zusammenhang stehenden Ersten Verfassungszusatz gelten als eher liberal, wie beispielsweise in der Entscheidung Ashcroft v. ACLU. Im Fall Texas v. Johnson (1989) unterstützte er die Ansicht, dass das Verbrennen der US-Flagge einen Akt der Redefreiheit darstelle und damit durch den ersten Verfassungszusatz geschützt sei. In der Regel hat er für Entscheidungen gestimmt, die Rechte der Bundesstaaten gegenüber der Bundesregierung stärken beziehungsweise bestätigen. Darüber hinaus lehnt er Affirmative Action ab, also gesetzlich vorgegebene Quotenregelungen zugunsten von Minderheiten bei Stellenbesetzungen, der Vergabe von Ämtern, der Auswahl von Studenten und in vergleichbaren Bereichen.
Aufgrund seiner grundsätzlichen Haltung in bestimmten verfassungsrechtlichen Fragen war Kennedy maßgeblich an einigen Entscheidungen beteiligt, die zur Etablierung der rechtlichen Gleichstellung von Homosexuellen führten. Im Jahr 1996 verfasste er die Entscheidung Romer v. Evans, die eine entsprechende diskriminierende Bestimmung der Verfassung des Bundesstaates Colorado außer Kraft setzte. 2003 schrieb er die Entscheidung im Fall Lawrence v. Texas, durch die Gesetze gegen homosexuellen Analverkehr für verfassungswidrig erklärt wurden. Seine Entscheidung in diesem Fall, in der er mit anderen liberalen und moderaten Richtern die Mehrheit bildete, war durch leidenschaftliche Rhetorik in der Wortwahl und durch Bezugnahme auf internationale Rechtsnormen gekennzeichnet. Er hat jedoch auch mit der konservativen Mehrheit im Fall Boy Scouts of America v. Dale (2000) für die Verfassungsmäßigkeit des Ausschlusses von Homosexuellen von Leitungspositionen bei der Pfadfinderorganisation Boy Scouts of America gestimmt. Eine besondere Präferenz für entsprechende Fälle oder richterlicher Aktivismus zugunsten der Rechte Homosexueller lassen sich somit aus seinen Entscheidungen nicht ableiten.
Kennedys Entscheidungen in Todesstrafe-Fällen folgten im Allgemeinen liberalen Ansichten. Im Jahr 2002 gehörte er zu den sechs Richtern, die in der Entscheidung Atkins v. Virginia die Hinrichtung von geistig behinderten Verurteilten für verfassungswidrig erklärten. Drei Jahre später verfasste er die Mehrheitsmeinung im Fall Roper v. Simmons, mit der die Hinrichtung von Minderjährigen unter 18 Jahren verboten wurde. Seine Entscheidung war erneut durch umfangreiche Bezüge zu internationalen Rechtsstandards gekennzeichnet, wofür er insbesondere von konservativen Juristen und Politikern kritisiert wurde.

## Auszeichnungen
- 2007: Großes Goldenes Ehrenzeichen für Verdienste um die Republik Österreich[9]